# КК Црвена звезда сезона 2016/17.
Сезона 2016/17 КК Црвена звезда обухвата све резултате и остале информације везане за наступ Црвене звезде у сезони 2016/17. и то у следећим такмичењима: Евролига, Јадранска лига, Суперлига Србије и Куп Радивоја Кораћа. У овој сезони Црвена звезда је сакупила 67 победа и 17 пораза.
Ова сезона се сматра једном од најуспешнијих у историји Црвене звезде. Клуб је по други пут дошао до трипле круне. Први овосезонски трофеј освојен је већ у фебруару, будући да је Звезди поново дошла до трофеја Куп Радивоја Кораћа. Крајем априла је по трећи пут у витрине клуба са Малог Калемегдана стигао и пехар намењен победнику Јадранске лиге. Врхунац сезоне био је у јуну, јер тада је клуб поново освојио националну титулу - осамнаесту титулу у националном првенству.
Иначе Црвена звезда је у овој сезони одиграла рекордни број утакмица и то 84. Била је учесник Евролиге која се по први пут игра у новом формату и по први пут имала позитиван однос победа и пораза. У Јадранској лиги у регуларном делу имала је само један пораз и тиме направила рекорд Јадранске лиге, док је укупно у свим националним и регионалним такмичењима имала само три пораза.

## Прелазни рок
Одмах по окончању претходне сезоне јасно је да најбоље играче Црвена звезда неће успети да задржи. Клуб су прво напустили Мајк Цирбес и Квинси Милер који су у тандему прешли у Макаби. Након тога и Таренс Кинси, док при крају прелазног рока Владимир Штимац потписује за Бешикташ. Управа успева да задржи неколико важних играча. Тако Симоновић и Јовић продужују сарадњу. Што се тиче новајлија, Црвена звезда враћа у клуб Чарсла Џенкинса. На позицију центра из Панатинаикоса је дошао Огњен Кузмић. После много шпекулација на крају се ипак после 10 година у клуб враћа и Милко Бјелица. Тек пошто је сезона већ почела за Црвену звезду трогодишњи уговор потписује и млади Петар Ракићевић. Крајем октобра на позицији плејмејкера конкуренцију појачава Нејт Волтерс, док је центарска линија комплетирана тек после Нове године. Из турског Галатасараја стиже американац Дион Томпсон.

## Тим
| Број   | Број   | Позиција      | Име             | Националност                       | Напомене                                 |
| ------ | ------ | ------------- | --------------- | ---------------------------------- | ---------------------------------------- |
| 0      | 0      | плејмејкер    | Нејт Волтерс    | Сједињене Америчке Државе          |                                          |
| 2      | 2      | крилни центар | Дион Томпсон    | Сједињене Америчке Државе          | Стигао 2. јануара 2017. из Галатасараја. |
| 4      | 4      | плејмејкер    | Никола Ребић    | Србија                             | 16. децембра 2016. прешао у Мега Лекс.   |
| 6      | 6      | крило         | Немања Дангубић | Србија                             |                                          |
| 9      | 9      | крилни центар | Лука Митровић   | Србија                             | Капитен.                                 |
| 10     | 10     | бек           | Бранко Лазић    | Србија                             |                                          |
| 12     | 12     | крило         | Бориша Симанић  | Србија                             |                                          |
| 13     | 13     | крило         | Огњен Добрић    | Србија                             |                                          |
| 19     | 19     | крило         | Марко Симоновић | Србија                             |                                          |
| 20     | 20     | бек           | Петар Ракићевић | Србија                             |                                          |
| 22     | 22     | бек           | Чарлс Џенкинс   | Сједињене Америчке Државе · Србија |                                          |
| 23     | 23     | бек           | Марко Гудурић   | Србија                             |                                          |
| 24     | 24     | плејмејкер    | Стефан Јовић    | Србија                             |                                          |
| 32     | 32     | центар        | Огњен Кузмић    | Србија                             |                                          |
| 51     | 51     | крилни центар | Милко Бјелица   | Србија · Црна Гора                 |                                          |
| Тренер | Тренер | Тренер        | Дејан Радоњић   | Црна Гора                          |                                          |

### План позиција
| Поз. | Прва петорка    | Прве замене     | Друге замене    | Резерве |
| ---- | --------------- | --------------- | --------------- | ------- |
| Ц    | Огњен Кузмић    | Милко Бјелица   |                 |         |
| КЦ   | Лука Митровић   | Дион Томпсон    | Бориша Симанић  |         |
| К    | Немања Дангубић | Марко Симоновић | Огњен Добрић    |         |
| Б    | Чарлс Џенкинс   | Бранко Лазић    | Марко Гудурић   |         |
| П    | Стефан Јовић    | Нејт Волтерс    | Петар Ракићевић |         |

## Промене у саставу
| - Чарлс Џенкинс (из Олимпија Милано) - Огњен Кузмић (из Панатинаикос) - Огњен Добрић (из ФМП) - Милко Бјелица (из Дарушафака) - Петар Ракићевић (из Металац) - Нејт Волтерс (из Бешикташ) - Дион Томпсон (из Галатасарај) | - Квинси Милер (у Макаби Тел Авив) - Мајк Цирбес (у Макаби Тел Авив) - Таренс Кинси (у Хапоел Јерусалим) - Василије Мицић (у Тофаш) - Владимир Штимац (у Бешикташ) - Никола Ребић (у Мега Лекс) |

## Евролига

### Табела
|    | Тим                    | Игр. | Поб. | Изг. | П+   | П-   | П+/- | Бод |
| -- | ---------------------- | ---- | ---- | ---- | ---- | ---- | ---- | --- |
| 1  | Реал Мадрид            | 30   | 23   | 7    | 2585 | 2353 | +232 | 53  |
| 2  | ЦСКА Москва            | 30   | 22   | 8    | 2608 | 2355 | +253 | 52  |
| 3  | Олимпијакос            | 30   | 19   | 11   | 2330 | 2221 | +109 | 49  |
| 4  | Панатинаикос Суперфудс | 30   | 19   | 11   | 2263 | 2187 | +76  | 49  |
| 5  | Фенербахче             | 30   | 18   | 12   | 2256 | 2233 | +23  | 48  |
| 6  | Анадолу Ефес           | 30   | 17   | 13   | 2472 | 2467 | +5   | 47  |
| 7  | Саски Басконија        | 30   | 17   | 13   | 2445 | 2376 | +69  | 47  |
| 8  | Дарушафака Догуш       | 30   | 16   | 14   | 2358 | 2353 | +5   | 46  |
| 9  | Црвена звезда МТС      | 30   | 16   | 14   | 2203 | 2196 | +7   | 46  |
| 10 | Жалгирис               | 30   | 14   | 16   | 2350 | 2391 | -41  | 44  |
| 11 | Барселона Ласа         | 30   | 12   | 18   | 2134 | 2232 | -98  | 42  |
| 12 | Галатасарај Одеабанк   | 30   | 11   | 19   | 2345 | 2475 | -130 | 41  |
| 13 | Брозе Бамберг          | 30   | 10   | 20   | 2369 | 2404 | -35  | 40  |
| 14 | Макаби ФОКС            | 30   | 10   | 20   | 2333 | 2493 | -160 | 40  |
| 15 | УНИКС Казањ            | 30   | 8    | 22   | 2288 | 2408 | -120 | 38  |
| 16 | ЕА7 Емпорио Армани     | 30   | 8    | 22   | 2411 | 2606 | -195 | 38  |

Легенда:
| 13. 10. 2016. 21:00 Извештај |                                                         | Црвена звезда МТС | 70 : 73                             | Дарушафака Догуш | Хала Пионир, Београд Гледаоци: 5.823 Судије: Мигел Перез Перез (ШПА), Елиас Коромилас (ГРЧ), Јургис Лауринавичијус (ЛИТ) |  |
| 13. 10. 2016. 21:00 Извештај | Четвртине: 24:17, 20:13, 8:16, 18:27                    |                   |                                     |                  | Хала Пионир, Београд Гледаоци: 5.823 Судије: Мигел Перез Перез (ШПА), Елиас Коромилас (ГРЧ), Јургис Лауринавичијус (ЛИТ) |  |
| 13. 10. 2016. 21:00 Извештај | Поени: Кузмић 16 Скокови: Кузмић 9 Асистенције: Јовић 7 |                   | Клајберн 19 Моерман 11 Вонамејкер 4 |                  | Хала Пионир, Београд Гледаоци: 5.823 Судије: Мигел Перез Перез (ШПА), Елиас Коромилас (ГРЧ), Јургис Лауринавичијус (ЛИТ) |  |

| 21. 10. 2016. 19:00 Извештај |                                                   | Галатасарај Одеабанк | 83 : 85                       | Црвена звезда МТС | Абди Ипекчи арена, Истанбул Гледаоци: 4.497 Судије: Фернандо Роча (ПОР), Јоанис Фуфис (ГРЧ), Роберт Виклицки (ЧЕШ) |  |
| 21. 10. 2016. 19:00 Извештај | Четвртине: 30:17, 17:30, 20:22, 16:16             |                      |                               |                   | Абди Ипекчи арена, Истанбул Гледаоци: 4.497 Судије: Фернандо Роча (ПОР), Јоанис Фуфис (ГРЧ), Роберт Виклицки (ЧЕШ) |  |
| 21. 10. 2016. 19:00 Извештај | Поени: Деј 24 Скокови: Деј 8 Асистенције: Гулер 7 |                      | Симоновић 23 Кузмић 7 Јовић 9 |                   | Абди Ипекчи арена, Истанбул Гледаоци: 4.497 Судије: Фернандо Роча (ПОР), Јоанис Фуфис (ГРЧ), Роберт Виклицки (ЧЕШ) |  |

| 26. 10. 2016. 19:00 Извештај |                                                                              | Црвена звезда МТС | 76 : 65                            | Барселона Ласа | Београдска арена, Београд Гледаоци: 18.150 Судије: Борис Рижик (УКР), Толга Сахин (ИТА), Клеменс Фриц (НЕМ) |  |
| 26. 10. 2016. 19:00 Извештај | Четвртине: 9:16, 31:15, 20:17, 16:17                                         |                   |                                    |                | Београдска арена, Београд Гледаоци: 18.150 Судије: Борис Рижик (УКР), Толга Сахин (ИТА), Клеменс Фриц (НЕМ) |  |
| 26. 10. 2016. 19:00 Извештај | Поени: Гудурић 21 Скокови: Кузмић, Симоновић 5 Асистенције: Гудурић, Јовић 5 |                   | Олесон 15 Клавер 10 Олесон, Рајс 5 |                | Београдска арена, Београд Гледаоци: 18.150 Судије: Борис Рижик (УКР), Толга Сахин (ИТА), Клеменс Фриц (НЕМ) |  |

| 28. 10. 2016. 20:15 Извештај |                                                          | Панатинаикос Суперфудс | 70 : 59                       | Црвена звезда МТС | Олимпијска дворана Никос Галис, Атина Гледаоци: 9.300 Судије: Луиђи Ламоника (ИТА), Олегс Латисевс (ЛЕТ), Сашо Петек (СЛО) |  |
| 28. 10. 2016. 20:15 Извештај | Четвртине: 23:14, 23:11, 15:16, 9:18                     |                        |                               |                   | Олимпијска дворана Никос Галис, Атина Гледаоци: 9.300 Судије: Луиђи Ламоника (ИТА), Олегс Латисевс (ЛЕТ), Сашо Петек (СЛО) |  |
| 28. 10. 2016. 20:15 Извештај | Поени: Гист 17 Скокови: Бурусис 8 Асистенције: Калатес 5 |                        | Кузмић 15 Кузмић 15 Волтерс 3 |                   | Олимпијска дворана Никос Галис, Атина Гледаоци: 9.300 Судије: Луиђи Ламоника (ИТА), Олегс Латисевс (ЛЕТ), Сашо Петек (СЛО) |  |

| 4. 11. 2016. 19:00 Извештај |                                                             | Црвена звезда МТС | 63 : 70                             | Саски Басконија | Београдска арена, Београд Гледаоци: 16.578 Судије: Јакуб Замојски (ПОЉ), Петрос Папапетру (ГРЧ), Амит Балак (ИЗР) |  |
| 4. 11. 2016. 19:00 Извештај | Четвртине: 15:22, 13:15, 20:22, 15:11                       |                   |                                     |                 | Београдска арена, Београд Гледаоци: 16.578 Судије: Јакуб Замојски (ПОЉ), Петрос Папапетру (ГРЧ), Амит Балак (ИЗР) |  |
| 4. 11. 2016. 19:00 Извештај | Поени: Гудурић 12 Скокови: Џенкинс 8 Асистенције: Гудурић 4 |                   | Бобуа, Ларкин 16 Фојтман 8 Ларкин 6 |                 | Београдска арена, Београд Гледаоци: 16.578 Судије: Јакуб Замојски (ПОЉ), Петрос Папапетру (ГРЧ), Амит Балак (ИЗР) |  |

| 10. 11. 2016. 17:00 Извештај |                                                             | УНИКС Казањ | 65 : 62                     | Црвена звезда МТС | Баскет хол арена, Казањ Гледаоци: 3.001 Судије: Матеј Болтаузер (СЛО), Роберт Лотермозер (НЕМ), Ерсан Картал (ТУР) |  |
| 10. 11. 2016. 17:00 Извештај | Четвртине: 17:17, 10:15, 14:11, 24:19                       |             |                             |                   | Баскет хол арена, Казањ Гледаоци: 3.001 Судије: Матеј Болтаузер (СЛО), Роберт Лотермозер (НЕМ), Ерсан Картал (ТУР) |  |
| 10. 11. 2016. 17:00 Извештај | Поени: Лангфорд 23 Скокови: Вилијамс 9 Асистенције: Колом 4 |             | Волтерс 11 Кузмић 9 Јовић 4 |                   | Баскет хол арена, Казањ Гледаоци: 3.001 Судије: Матеј Болтаузер (СЛО), Роберт Лотермозер (НЕМ), Ерсан Картал (ТУР) |  |

| 15. 11. 2016. 20:00 Извештај |                                                      | Брозе Бамберг | 78 : 79                     | Црвена звезда МТС | Брозе арена, Бамберг Гледаоци: 6.249 Судије: Христос Христодулу (ГРЧ), Емин Могулкоц (ТУР), Серхио Силва (ПОР) |  |
| 15. 11. 2016. 20:00 Извештај | Четвртине: 14:11, 15:27, 32:20, 17:21                |               |                             |                   | Брозе арена, Бамберг Гледаоци: 6.249 Судије: Христос Христодулу (ГРЧ), Емин Могулкоц (ТУР), Серхио Силва (ПОР) |  |
| 15. 11. 2016. 20:00 Извештај | Поени: Мели 16 Скокови: Мели 10 Асистенције: Зисис 9 |               | Бјелица 18 Кузмић 7 Јовић 5 |                   | Брозе арена, Бамберг Гледаоци: 6.249 Судије: Христос Христодулу (ГРЧ), Емин Могулкоц (ТУР), Серхио Силва (ПОР) |  |

| 17. 11. 2016. 19:00 Извештај |                                                                       | Црвена звезда МТС | 83 : 70                            | ЕА7 Емпорио Армани | Београдска арена, Београд Гледаоци: 10.279 Судије: Фернандо Роча (ПОР), Даниел Хиерезуело (ШПА), Ана Пантер (НЕМ) |  |
| 17. 11. 2016. 19:00 Извештај | Четвртине: 14:19, 23:13, 17:14, 29:24                                 |                   |                                    |                    | Београдска арена, Београд Гледаоци: 10.279 Судије: Фернандо Роча (ПОР), Даниел Хиерезуело (ШПА), Ана Пантер (НЕМ) |  |
| 17. 11. 2016. 19:00 Извештај | Поени: Симоновић 23 Скокови: Бјелица, Кузмић 7 Асистенције: Волтерс 6 |                   | Ђентиле 14 Радуљица 6 Калнијетис 4 |                    | Београдска арена, Београд Гледаоци: 10.279 Судије: Фернандо Роча (ПОР), Даниел Хиерезуело (ШПА), Ана Пантер (НЕМ) |  |

| 24. 11. 2016. 19:00 Извештај |                                                          | Анадолу Ефес | 100 : 79                    | Црвена звезда МТС | Абди Ипекчи арена, Истанбул Гледаоци: 3.281 Судије: Емилио Перез Пизаро (ШПА), Јоанис Фуфис (ГРЧ), Мориц Рејтер (НЕМ) |  |
| 24. 11. 2016. 19:00 Извештај | Четвртине: 21:21, 26:19, 27:24, 26:15                    |              |                             |                   | Абди Ипекчи арена, Истанбул Гледаоци: 3.281 Судије: Емилио Перез Пизаро (ШПА), Јоанис Фуфис (ГРЧ), Мориц Рејтер (НЕМ) |  |
| 24. 11. 2016. 19:00 Извештај | Поени: Браун 20 Скокови: Ханикат 13 Асистенције: Ертел 7 |              | Џенкинс 20 Кузмић 6 Јовић 7 |                   | Абди Ипекчи арена, Истанбул Гледаоци: 3.281 Судије: Емилио Перез Пизаро (ШПА), Јоанис Фуфис (ГРЧ), Мориц Рејтер (НЕМ) |  |

| 2. 12. 2016. 19:00 Извештај |                                                                    | Црвена звезда МТС | 79 : 88                                        | Жалгирис | Хала Пионир, Београд Гледаоци: 6.453 Судије: Кармело Патернико (ИТА), Карлос Перуха (ШПА), Амит Балак (ИЗР) |  |
| 2. 12. 2016. 19:00 Извештај | Четвртине: 16:24, 28:18, 22:24, 13:22                              |                   |                                                |          | Хала Пионир, Београд Гледаоци: 6.453 Судије: Кармело Патернико (ИТА), Карлос Перуха (ШПА), Амит Балак (ИЗР) |  |
| 2. 12. 2016. 19:00 Извештај | Поени: Бјелица 19 Скокови: Бјелица 5 Асистенције: Волтерс, Јовић 5 |                   | Кавалијаускас 20 Вестерман, Лима 7 Вестерман 8 |          | Хала Пионир, Београд Гледаоци: 6.453 Судије: Кармело Патернико (ИТА), Карлос Перуха (ШПА), Амит Балак (ИЗР) |  |

| 8. 12. 2016. 18:45 Извештај |                                                      | Фенербахче | 87 : 72                         | Црвена звезда МТС | Спортска арена Улкер, Истанбул Гледаоци: 9.017 Судије: Мигел Перез Перез (ШПА), Фернандо Роча (ПОР), Томаш Травицки (ПОЉ) |  |
| 8. 12. 2016. 18:45 Извештај | Четвртине: 20:18, 21:13, 27:19, 19:22                |            |                                 |                   | Спортска арена Улкер, Истанбул Гледаоци: 9.017 Судије: Мигел Перез Перез (ШПА), Фернандо Роча (ПОР), Томаш Травицки (ПОЉ) |  |
| 8. 12. 2016. 18:45 Извештај | Поени: Јудо 15 Скокови: Јудо 9 Асистенције: Слукас 9 |            | Симоновић 14 Кузмић 10 Кузмић 7 |                   | Спортска арена Улкер, Истанбул Гледаоци: 9.017 Судије: Мигел Перез Перез (ШПА), Фернандо Роча (ПОР), Томаш Травицки (ПОЉ) |  |

| 15. 12. 2016. 20:00 Извештај |                                                             | Црвена звезда МТС | 83 : 58                  | Макаби ФОКС | Хала Пионир, Београд Гледаоци: 6.489 Судије: Христос Христодулу (ГРЧ), Даниел Хиерезуело (ШПА), Емин Могулкоц (ТУР) |  |
| 15. 12. 2016. 20:00 Извештај | Четвртине: 19:14, 23:10, 23:18, 18:16                       |                   |                          |             | Хала Пионир, Београд Гледаоци: 6.489 Судије: Христос Христодулу (ГРЧ), Даниел Хиерезуело (ШПА), Емин Могулкоц (ТУР) |  |
| 15. 12. 2016. 20:00 Извештај | Поени: Симоновић 14 Скокови: Бјелица 6 Асистенције: Јовић 9 |                   | Сили 15 Цирбес 6 Пнини 5 |             | Хала Пионир, Београд Гледаоци: 6.489 Судије: Христос Христодулу (ГРЧ), Даниел Хиерезуело (ШПА), Емин Могулкоц (ТУР) |  |

| 20. 12. 2016. 20:00 Извештај |                                                                             | Олимпијакос | 73 : 65                      | Црвена звезда МТС | Дворана мира и пријатељства, Атина Гледаоци: 7.500 Судије: Саша Пукл (СЛО), Кармело Патернико (ИТА), Ана Пантер (НЕМ) |  |
| 20. 12. 2016. 20:00 Извештај | Четвртине: 22:18, 23:16, 11:9, 17:22                                        |             |                              |                   | Дворана мира и пријатељства, Атина Гледаоци: 7.500 Судије: Саша Пукл (СЛО), Кармело Патернико (ИТА), Ана Пантер (НЕМ) |  |
| 20. 12. 2016. 20:00 Извештај | Поени: Лоџески 18 Скокови: Милутинов, Папаниколау 7 Асистенције: Спанулис 5 |             | Јовић 16 Кузмић 14 Џенкинс 5 |                   | Дворана мира и пријатељства, Атина Гледаоци: 7.500 Судије: Саша Пукл (СЛО), Кармело Патернико (ИТА), Ана Пантер (НЕМ) |  |

| 22. 12. 2016. 19:00 Извештај |                                                            | Црвена звезда МТС | 82 : 70                          | Реал Мадрид | Хала Пионир, Београд Гледаоци: 6.498 Судије: Јоанис Фуфис (ГРЧ), Петри Мантила (ФИН), Марчин Ковалски (ПОЉ) |  |
| 22. 12. 2016. 19:00 Извештај | Четвртине: 20:19, 23:16, 19:16, 20:19                      |                   |                                  |             | Хала Пионир, Београд Гледаоци: 6.498 Судије: Јоанис Фуфис (ГРЧ), Петри Мантила (ФИН), Марчин Ковалски (ПОЉ) |  |
| 22. 12. 2016. 19:00 Извештај | Поени: Симоновић 20 Скокови: Кузмић 8 Асистенције: Јовић 6 |                   | Тејлор 25 Ајон, Рандолф 5 Ајон 7 |             | Хала Пионир, Београд Гледаоци: 6.498 Судије: Јоанис Фуфис (ГРЧ), Петри Мантила (ФИН), Марчин Ковалски (ПОЉ) |  |

| 29. 12. 2016. 19:00 Извештај |                                                            | Црвена звезда МТС | 78 : 67                          | ЦСКА Москва | Београдска арена, Београд Гледаоци: 18.487 Судије: Хуан Карлос Гарсија Гонзалез (ШПА), Емин Могулкоц (ТУР), Давид Романо (ИЗР) |  |
| 29. 12. 2016. 19:00 Извештај | Четвртине: 27:14, 21:20, 16:22, 14:11                      |                   |                                  |             | Београдска арена, Београд Гледаоци: 18.487 Судије: Хуан Карлос Гарсија Гонзалез (ШПА), Емин Могулкоц (ТУР), Давид Романо (ИЗР) |  |
| 29. 12. 2016. 19:00 Извештај | Поени: Кузмић 16 Скокови: Кузмић 10 Асистенције: Џенкинс 6 |                   | Воронцевич 21 Огастин 6 Џексон 8 |             | Београдска арена, Београд Гледаоци: 18.487 Судије: Хуан Карлос Гарсија Гонзалез (ШПА), Емин Могулкоц (ТУР), Давид Романо (ИЗР) |  |

| 6. 1. 2017. 19:00 Извештај |                                                                        | Жалгирис | 61 : 77                           | Црвена звезда МТС | Жалгирис арена, Каунас Гледаоци: 10.433 Судије: Спирос Гонтас (ГРЧ), Бењамин Хименез (ШПА), Клеменс Фриц (НЕМ) |  |
| 6. 1. 2017. 19:00 Извештај | Четвртине: 7:21, 15:26, 17:14, 22:16                                   |          |                                   |                   | Жалгирис арена, Каунас Гледаоци: 10.433 Судије: Спирос Гонтас (ГРЧ), Бењамин Хименез (ШПА), Клеменс Фриц (НЕМ) |  |
| 6. 1. 2017. 19:00 Извештај | Поени: Јанкунас 10 Скокови: Кавалијаускас 7 Асистенције: Лекавичијус 7 |          | Симоновић 16 Дангубић 6 Бјелица 8 |                   | Жалгирис арена, Каунас Гледаоци: 10.433 Судије: Спирос Гонтас (ГРЧ), Бењамин Хименез (ШПА), Клеменс Фриц (НЕМ) |  |

| 12. 1. 2017. 20:45 Извештај |                                                         | Црвена звезда МТС | 75 : 73                                   | Фенербахче | Хала Пионир, Београд Гледаоци: 7.648 Судије: Роберт Лотермозер (НЕМ), Елиас Коромилас (ГРЧ), Роберт Виклицки (ЧЕШ) |  |
| 12. 1. 2017. 20:45 Извештај | Четвртине: 23:23, 21:19, 17:17, 14:14                   |                   |                                           |            | Хала Пионир, Београд Гледаоци: 7.648 Судије: Роберт Лотермозер (НЕМ), Елиас Коромилас (ГРЧ), Роберт Виклицки (ЧЕШ) |  |
| 12. 1. 2017. 20:45 Извештај | Поени: Кузмић 21 Скокови: Кузмић 8 Асистенције: Јовић 7 |                   | Датоме, Јудо 16 Богдановић 6 Богдановић 6 |            | Хала Пионир, Београд Гледаоци: 7.648 Судије: Роберт Лотермозер (НЕМ), Елиас Коромилас (ГРЧ), Роберт Виклицки (ЧЕШ) |  |

| 19. 1. 2017. 20:05 Извештај |                                                         | Макаби ФОКС | 67 : 71                   | Црвена звезда МТС | Мивташим арена, Тел Авив Гледаоци: 11.060 Судије: Фернандо Роча (ПОР), Хуан Карлос Гарсија Гонзалез (ШПА), Јоанис Фуфис (ГРЧ) |  |
| 19. 1. 2017. 20:05 Извештај | Четвртине: 17:16, 17:17, 20:15, 13:23                   |             |                           |                   | Мивташим арена, Тел Авив Гледаоци: 11.060 Судије: Фернандо Роча (ПОР), Хуан Карлос Гарсија Гонзалез (ШПА), Јоанис Фуфис (ГРЧ) |  |
| 19. 1. 2017. 20:05 Извештај | Поени: Гаудлок 19 Скокови: Смит 9 Асистенције: Охајон 5 |             | Јовић 14 Кузмић 9 Јовић 7 |                   | Мивташим арена, Тел Авив Гледаоци: 11.060 Судије: Фернандо Роча (ПОР), Хуан Карлос Гарсија Гонзалез (ШПА), Јоанис Фуфис (ГРЧ) |  |

| 24. 1. 2017. 21:30 Извештај |                                                                  | Саски Басконија | 69 : 87                        | Црвена звезда МТС | Фернандо Буеса арена, Виторија Гледаоци: 9.542 Судије: Луиђи Ламоника (ИТА), Олегс Латисевс (ЛЕТ), Јургис Лауринавичијус (ЛИТ) |  |
| 24. 1. 2017. 21:30 Извештај | Четвртине: 15:25, 12:25, 22:20, 20:17                            |                 |                                |                   | Фернандо Буеса арена, Виторија Гледаоци: 9.542 Судије: Луиђи Ламоника (ИТА), Олегс Латисевс (ЛЕТ), Јургис Лауринавичијус (ЛИТ) |  |
| 24. 1. 2017. 21:30 Извештај | Поени: Ларкин 16 Скокови: Фојтман 6 Асистенције: Ларкин, Ханга 4 |                 | Симоновић 23 Кузмић 6 Јовић 12 |                   | Фернандо Буеса арена, Виторија Гледаоци: 9.542 Судије: Луиђи Ламоника (ИТА), Олегс Латисевс (ЛЕТ), Јургис Лауринавичијус (ЛИТ) |  |

| 26. 1. 2017. 19:00 Извештај |                                                             | Црвена звезда МТС | 72 : 66                                 | Панатинаикос Суперфудс | Хала Пионир, Београд Гледаоци: 6.387 Судије: Саша Пукл (СЛО), Јакуб Замојски (ПОЉ), Серхио Силва (ПОР) |  |
| 26. 1. 2017. 19:00 Извештај | Четвртине: 20:14, 19:19, 18:23, 15:10                       |                   |                                         |                        | Хала Пионир, Београд Гледаоци: 6.387 Судије: Саша Пукл (СЛО), Јакуб Замојски (ПОЉ), Серхио Силва (ПОР) |  |
| 26. 1. 2017. 19:00 Извештај | Поени: Симоновић 13 Скокови: Кузмић 14 Асистенције: Јовић 8 |                   | Габријел 23 Ђентиле, Риверс 6 Калатес 4 |                        | Хала Пионир, Београд Гледаоци: 6.387 Судије: Саша Пукл (СЛО), Јакуб Замојски (ПОЉ), Серхио Силва (ПОР) |  |

| 3. 2. 2017. 20:45 Извештај |                                                              | Црвена звезда МТС | 72 : 86                    | Анадолу Ефес | Хала Пионир, Београд Гледаоци: 6.320 Судије: Дамир Јавор (СЛО), Кармело Патернико (ИТА), Клеменс Фриц (НЕМ) |  |
| 3. 2. 2017. 20:45 Извештај | Четвртине: 20:16, 16:31, 16:14, 20:25                        |                   |                            |              | Хала Пионир, Београд Гледаоци: 6.320 Судије: Дамир Јавор (СЛО), Кармело Патернико (ИТА), Клеменс Фриц (НЕМ) |  |
| 3. 2. 2017. 20:45 Извештај | Поени: Симоновић 17 Скокови: Кузмић 6 Асистенције: Џенкинс 7 |                   | Браун 20 Браун 11 Ертел 15 |              | Хала Пионир, Београд Гледаоци: 6.320 Судије: Дамир Јавор (СЛО), Кармело Патернико (ИТА), Клеменс Фриц (НЕМ) |  |

| 9. 2. 2017. 19:00 Извештај |                                                                     | ЦСКА Москва | 102 : 80                                 | Црвена звезда МТС | Мегаспорт арена, Москва Гледаоци: 9.042 Судије: Даниел Хиерезуело (ШПА), Емин Могулкоц (ТУР), Амит Балак (ИЗР) |  |
| 9. 2. 2017. 19:00 Извештај | Четвртине: 33:25, 25:20, 19:18, 25:16                               |             |                                          |                   | Мегаспорт арена, Москва Гледаоци: 9.042 Судије: Даниел Хиерезуело (ШПА), Емин Могулкоц (ТУР), Амит Балак (ИЗР) |  |
| 9. 2. 2017. 19:00 Извештај | Поени: Де Коло 25 Скокови: Огастин 6 Асистенције: Де Коло, Џексон 6 |             | Митровић 16 Бјелица, Добрић 3 Митровић 9 |                   | Мегаспорт арена, Москва Гледаоци: 9.042 Судије: Даниел Хиерезуело (ШПА), Емин Могулкоц (ТУР), Амит Балак (ИЗР) |  |

| 23. 2. 2017. 19:00 Извештај |                                                        | Црвена звезда МТС | 77 : 58                          | Галатасарај Одеабанк | Хала Пионир, Београд Гледаоци: 6.016 Судије: Емилио Перез Пизаро (ШПА), Јакуб Замојски (ПОЉ), Серхио Силва (ПОР) |  |
| 23. 2. 2017. 19:00 Извештај | Четвртине: 20:17, 28:12, 16:13, 13:16                  |                   |                                  |                      | Хала Пионир, Београд Гледаоци: 6.016 Судије: Емилио Перез Пизаро (ШПА), Јакуб Замојски (ПОЉ), Серхио Силва (ПОР) |  |
| 23. 2. 2017. 19:00 Извештај | Поени: Лазић 17 Скокови: Кузмић 8 Асистенције: Јовић 8 |                   | Мицов 11 Арар 6 Плајс, Прелџић 3 |                      | Хала Пионир, Београд Гледаоци: 6.016 Судије: Емилио Перез Пизаро (ШПА), Јакуб Замојски (ПОЉ), Серхио Силва (ПОР) |  |

| 3. 3. 2017. 19:00 Извештај |                                                                        | Црвена звезда МТС | 74 : 60                    | Брозе Бамберг | Хала Пионир, Београд Гледаоци: 5.783 Судије: Христос Христодулу (ГРЧ), Карлос Перуха (ШПА), Семен Овинов (РУС) |  |
| 3. 3. 2017. 19:00 Извештај | Четвртине: 17:9, 26:20, 13:14, 18:17                                   |                   |                            |               | Хала Пионир, Београд Гледаоци: 5.783 Судије: Христос Христодулу (ГРЧ), Карлос Перуха (ШПА), Семен Овинов (РУС) |  |
| 3. 3. 2017. 19:00 Извештај | Поени: Џенкинс 18 Скокови: Симоновић 9 Асистенције: Гудурић, Џенкинс 4 |                   | Козер 21 Мели 6 3 играча 3 |               | Хала Пионир, Београд Гледаоци: 5.783 Судије: Христос Христодулу (ГРЧ), Карлос Перуха (ШПА), Семен Овинов (РУС) |  |

| 9. 3. 2017. 21:00 Извештај |                                                          | Реал Мадрид | 98 : 68                          | Црвена звезда МТС | Палата спортова Покрајине Мадрид, Мадрид Гледаоци: 10.247 Судије: Роберт Лотермозер (НЕМ), Спирос Гонтас (ГРЧ), Марчин Ковалски (ПОЉ) |  |
| 9. 3. 2017. 21:00 Извештај | Четвртине: 38:24, 25:20, 17:13, 18:11                    |             |                                  |                   | Палата спортова Покрајине Мадрид, Мадрид Гледаоци: 10.247 Судије: Роберт Лотермозер (НЕМ), Спирос Гонтас (ГРЧ), Марчин Ковалски (ПОЉ) |  |
| 9. 3. 2017. 21:00 Извештај | Поени: 3 играча 12 Скокови: Хантер 8 Асистенције: Љуљ 10 |             | Симоновић 13 Бјелица 8 Џенкинс 5 |                   | Палата спортова Покрајине Мадрид, Мадрид Гледаоци: 10.247 Судије: Роберт Лотермозер (НЕМ), Спирос Гонтас (ГРЧ), Марчин Ковалски (ПОЉ) |  |

| 16. 3. 2017. 20:45 Извештај |                                                              | ЕА7 Емпорио Армани | 71 : 78                      | Црвена звезда МТС | Медиоланум форум, Милано Гледаоци: 11.289 Судије: Даниел Хиерезуело (ШПА), Олегс Латисевс (ЛЕТ), Клеменс Фриц (НЕМ) |  |
| 16. 3. 2017. 20:45 Извештај | Четвртине: 10:25, 21:18, 19:17, 21:18                        |                    |                              |                   | Медиоланум форум, Милано Гледаоци: 11.289 Судије: Даниел Хиерезуело (ШПА), Олегс Латисевс (ЛЕТ), Клеменс Фриц (НЕМ) |  |
| 16. 3. 2017. 20:45 Извештај | Поени: Хикман 14 Скокови: Пасколо 7 Асистенције: Чинчарини 4 |                    | Кузмић 15 Кузмић 7 Гудурић 5 |                   | Медиоланум форум, Милано Гледаоци: 11.289 Судије: Даниел Хиерезуело (ШПА), Олегс Латисевс (ЛЕТ), Клеменс Фриц (НЕМ) |  |

| 22. 3. 2017. 19:00 Извештај |                                                            | Црвена звезда МТС | 64 : 66                                 | Олимпијакос | Београдска арена, Београд Гледаоци: 18.170 Судије: Дамир Јавор (СЛО), Хуан Карлос Гарсија Гонзалез (ШПА), Амит Балак (ИЗР) |  |
| 22. 3. 2017. 19:00 Извештај | Четвртине: 9:17, 8:13, 26:12, 15:16, 6:8                   |                   |                                         |             | Београдска арена, Београд Гледаоци: 18.170 Судије: Дамир Јавор (СЛО), Хуан Карлос Гарсија Гонзалез (ШПА), Амит Балак (ИЗР) |  |
| 22. 3. 2017. 19:00 Извештај | Поени: Гудурић 14 Скокови: Кузмић 8 Асистенције: Гудурић 3 |                   | Папаниколау 17 Папаниколау 9 Манцарис 5 |             | Београдска арена, Београд Гледаоци: 18.170 Судије: Дамир Јавор (СЛО), Хуан Карлос Гарсија Гонзалез (ШПА), Амит Балак (ИЗР) |  |

| 24. 3. 2017. 21:00 Извештај |                                                                 | Барселона Ласа | 67 : 54                            | Црвена звезда МТС | Дворана Блауграна, Барселона Гледаоци: 3.629 Судије: Христос Христодулу (ГРЧ), Пјотр Пастусиак (ПОЉ), Серхио Силва (ПОР) |  |
| 24. 3. 2017. 21:00 Извештај | Четвртине: 17:18, 15:11, 20:14, 15:11                           |                |                                    |                   | Дворана Блауграна, Барселона Гледаоци: 3.629 Судије: Христос Христодулу (ГРЧ), Пјотр Пастусиак (ПОЉ), Серхио Силва (ПОР) |  |
| 24. 3. 2017. 21:00 Извештај | Поени: Перпероглу 17 Скокови: Клавер 10 Асистенције: 3 играча 3 |                | 3 играча 8 Симоновић 8 Симоновић 3 |                   | Дворана Блауграна, Барселона Гледаоци: 3.629 Судије: Христос Христодулу (ГРЧ), Пјотр Пастусиак (ПОЉ), Серхио Силва (ПОР) |  |

| 31. 3. 2017. 19:00 Извештај |                                                              | Црвена звезда МТС | 83 : 65                                 | УНИКС Казањ | Београдска арена, Београд Гледаоци: 9.332 Судије: Борис Рижик (УКР), Петрос Папапетру (ГРЧ), Аре Халико (ЕСТ) |  |
| 31. 3. 2017. 19:00 Извештај | Четвртине: 10:14, 30:17, 17:18, 26:16                        |                   |                                         |             | Београдска арена, Београд Гледаоци: 9.332 Судије: Борис Рижик (УКР), Петрос Папапетру (ГРЧ), Аре Халико (ЕСТ) |  |
| 31. 3. 2017. 19:00 Извештај | Поени: Бјелица 19 Скокови: Митровић 5 Асистенције: Волтерс 6 |                   | Лангфорд 16 Банић, Параховски 6 Колом 6 |             | Београдска арена, Београд Гледаоци: 9.332 Судије: Борис Рижик (УКР), Петрос Папапетру (ГРЧ), Аре Халико (ЕСТ) |  |

| 7. 4. 2017. 19:00 Извештај |                                                             | Дарушафака Догуш | 78 : 62                      | Црвена звезда МТС | Фолксваген арена, Истанбул Гледаоци: 4.982 Судије: Мигел Перез Перез (ШПА), Олегс Латисевс (ЛЕТ), Сефи Шемеш (ИЗР) |  |
| 7. 4. 2017. 19:00 Извештај | Четвртине: 25:14, 18:18, 12:17, 23:13                       |                  |                              |                   | Фолксваген арена, Истанбул Гледаоци: 4.982 Судије: Мигел Перез Перез (ШПА), Олегс Латисевс (ЛЕТ), Сефи Шемеш (ИЗР) |  |
| 7. 4. 2017. 19:00 Извештај | Поени: Вилбекин 16 Скокови: Жижић 8 Асистенције: Вилбекин 6 |                  | Кузмић 14 Кузмић 6 Гудурић 3 |                   | Фолксваген арена, Истанбул Гледаоци: 4.982 Судије: Мигел Перез Перез (ШПА), Олегс Латисевс (ЛЕТ), Сефи Шемеш (ИЗР) |  |

## Јадранска лига
Црвена звезда је у регуларном делу сезоне дошла до рекорда АБА лиге са 25 победа и само једним поразом. И не само то већ је своје противнике побеђивала са просечном кош разликом од 18 поена по утакмици.

### Табела
|    | Тим                 | Игр. | Поб. | Изг. | П+   | П-   | П+/- | Бод |
| -- | ------------------- | ---- | ---- | ---- | ---- | ---- | ---- | --- |
| 1  | Црвена звезда МТС   | 26   | 25   | 1    | 2226 | 1762 | +464 | 51  |
| 2  | Цедевита            | 26   | 20   | 6    | 2323 | 2108 | +215 | 46  |
| 3  | Партизан НИС        | 26   | 19   | 7    | 2081 | 1948 | +133 | 45  |
| 4  | Будућност ВОЛИ      | 26   | 18   | 8    | 2136 | 1968 | +168 | 44  |
| 5  | Игокеа              | 26   | 13   | 13   | 1950 | 2017 | -67  | 39  |
| 6  | Мега Лекс           | 26   | 11   | 15   | 2138 | 2145 | -7   | 37  |
| 7  | Цибона              | 26   | 11   | 15   | 2100 | 2121 | -21  | 37  |
| 8  | Морнар Бар          | 26   | 10   | 16   | 2002 | 2011 | -9   | 36  |
| 9  | Карпош Соколи       | 26   | 10   | 16   | 1951 | 2096 | -145 | 36  |
| 10 | ФМП                 | 26   | 10   | 16   | 2047 | 2118 | -71  | 36  |
| 11 | Унион Олимпија      | 26   | 10   | 16   | 2066 | 2143 | -77  | 36  |
| 12 | Задар               | 26   | 9    | 17   | 2044 | 2257 | -213 | 35  |
| 13 | МЗТ Скопље Аеродром | 26   | 8    | 18   | 1994 | 2136 | -142 | 34  |
| 14 | Крка                | 26   | 8    | 18   | 1889 | 2117 | -228 | 34  |

Легенда:

### Плеј-оф

#### Полуфинале
| 19. 3. 2017. 19:00 | Извештај | Црвена звезда МТС                                                       | 82 : 67 | Будућност ВОЛИ               | Хала Пионир, Београд Гледаоци: 5.978 Судије: Сретен Радовић (ХРВ), Синиша Херцег (ХРВ), Марко Јурас (СРБ) |  |
| 19. 3. 2017. 19:00 | Извештај | Четвртине: 21:17, 22:14, 19:18, 20:18                                   |         |                              | Хала Пионир, Београд Гледаоци: 5.978 Судије: Сретен Радовић (ХРВ), Синиша Херцег (ХРВ), Марко Јурас (СРБ) |  |
| 19. 3. 2017. 19:00 | Извештај | Поени: Гудурић, Симоновић 18 Скокови: Дангубић 5 Асистенције: Џенкинс 6 |         | Класен 12 Савовић 7 Гордић 7 | Хала Пионир, Београд Гледаоци: 5.978 Судије: Сретен Радовић (ХРВ), Синиша Херцег (ХРВ), Марко Јурас (СРБ) |  |

| 28. 3. 2017. 20:00 | Извештај | Будућност ВОЛИ                                                | 63 : 57 | Црвена звезда МТС                      | Спортски центар Морача, Подгорица Гледаоци: 4.500 Судије: Саша Пукл (СЛО), Томислав Хордов (ХРВ), Урош Обркнежевић (СРБ) |  |
| 28. 3. 2017. 20:00 | Извештај | Четвртине: 13:13, 20:10, 9:14, 21:20                          |         |                                        | Спортски центар Морача, Подгорица Гледаоци: 4.500 Судије: Саша Пукл (СЛО), Томислав Хордов (ХРВ), Урош Обркнежевић (СРБ) |  |
| 28. 3. 2017. 20:00 | Извештај | Поени: Савовић 15 Скокови: Савовић 11 Асистенције: 3 играча 2 |         | Гудурић 17 Дангубић, Лазић 5 Гудурић 2 | Спортски центар Морача, Подгорица Гледаоци: 4.500 Судије: Саша Пукл (СЛО), Томислав Хордов (ХРВ), Урош Обркнежевић (СРБ) |  |

| 4. 4. 2017. 19:00 | Извештај | Црвена звезда МТС                                             | 82 : 59 | Будућност ВОЛИ                       | Дворана Железник, Београд Гледаоци: 3.209 Судије: Матеј Болтаузер (СЛО), Сашо Петек (СЛО), Јосип Радојковић (ХРВ) |  |
| 4. 4. 2017. 19:00 | Извештај | Четвртине: 21:15, 14:14, 32:22, 15:8                          |         |                                      | Дворана Железник, Београд Гледаоци: 3.209 Судије: Матеј Болтаузер (СЛО), Сашо Петек (СЛО), Јосип Радојковић (ХРВ) |  |
| 4. 4. 2017. 19:00 | Извештај | Поени: Џенкинс 17 Скокови: Митровић 12 Асистенције: Џенкинс 6 |         | Рејнолдс, Савовић 16 Илић 6 Гордић 4 | Дворана Железник, Београд Гледаоци: 3.209 Судије: Матеј Болтаузер (СЛО), Сашо Петек (СЛО), Јосип Радојковић (ХРВ) |  |

#### Финале
| 10. 4. 2017. 19:00 | Извештај | Црвена звезда МТС                                                   | 81 : 66 | Цедевита                 | Хала Пионир, Београд Гледаоци: 5.989 Судије: Илија Белошевић (СРБ), Томислав Хордов (ХРВ), Марио Мајкић (СЛО) |  |
| 10. 4. 2017. 19:00 | Извештај | Четвртине: 16:27, 29:17, 21:10, 15:12                               |         |                          | Хала Пионир, Београд Гледаоци: 5.989 Судије: Илија Белошевић (СРБ), Томислав Хордов (ХРВ), Марио Мајкић (СЛО) |  |
| 10. 4. 2017. 19:00 | Извештај | Поени: Џенкинс 20 Скокови: Волтерс, Кузмић 5 Асистенције: Волтерс 6 |         | Томас 14 Билан 6 Бабић 6 | Хала Пионир, Београд Гледаоци: 5.989 Судије: Илија Белошевић (СРБ), Томислав Хордов (ХРВ), Марио Мајкић (СЛО) |  |

| 11. 4. 2017. 18:30 | Извештај | Црвена звезда МТС                                         | 84 : 73 | Цедевита                     | Хала Пионир, Београд Гледаоци: 5.896 Судије: Саша Пукл (СЛО), Милош Кољеншић (ЦГ), Игор Митровски (МАК) |  |
| 11. 4. 2017. 18:30 | Извештај | Четвртине: 29:18, 28:16, 15:16, 12:23                     |         |                              | Хала Пионир, Београд Гледаоци: 5.896 Судије: Саша Пукл (СЛО), Милош Кољеншић (ЦГ), Игор Митровски (МАК) |  |
| 11. 4. 2017. 18:30 | Извештај | Поени: Џенкинс 16 Скокови: Лазић 8 Асистенције: Волтерс 5 |         | Билан 12 Жганец 7 4 играча 2 | Хала Пионир, Београд Гледаоци: 5.896 Судије: Саша Пукл (СЛО), Милош Кољеншић (ЦГ), Игор Митровски (МАК) |  |

| 13. 4. 2017. 19:00 | Извештај | Цедевита                                                | 61 : 77 | Црвена звезда МТС               | Дом спортова, Загреб Гледаоци: 3.000 Судије: Сретен Радовић (ХРВ), Миливоје Јовчић (СРБ), Игор Драгојевић (ЦГ) |  |
| 13. 4. 2017. 19:00 | Извештај | Четвртине: 18:22, 21:24, 9:19, 13:12                    |         |                                 | Дом спортова, Загреб Гледаоци: 3.000 Судије: Сретен Радовић (ХРВ), Миливоје Јовчић (СРБ), Игор Драгојевић (ЦГ) |  |
| 13. 4. 2017. 19:00 | Извештај | Поени: Катић 12 Скокови: Шурна 6 Асистенције: Крушлин 3 |         | Томпсон 14 Митровић 6 Џенкинс 8 | Дом спортова, Загреб Гледаоци: 3.000 Судије: Сретен Радовић (ХРВ), Миливоје Јовчић (СРБ), Игор Драгојевић (ЦГ) |  |

## Суперлига Србије

### Табела
|   | Тим               | Игр. | Поб. | Изг. | П+   | П-   | П+/- | Бод |
| - | ----------------- | ---- | ---- | ---- | ---- | ---- | ---- | --- |
| 1 | Црвена звезда МТС | 14   | 13   | 1    | 1212 | 940  | +272 | 27  |
| 2 | Партизан НИС      | 14   | 12   | 2    | 1182 | 1099 | +83  | 26  |
| 3 | ФМП               | 14   | 9    | 5    | 1112 | 995  | +117 | 23  |
| 4 | Мега Лекс         | 14   | 9    | 5    | 1177 | 1133 | +44  | 23  |
| 5 | Динамик           | 14   | 5    | 9    | 1096 | 1135 | -39  | 19  |
| 6 | Борац Чачак       | 14   | 4    | 10   | 1027 | 1139 | -112 | 18  |
| 7 | Вршац             | 14   | 3    | 11   | 1052 | 1162 | -110 | 17  |
| 8 | Спартак Суботица  | 14   | 1    | 13   | 971  | 1226 | -255 | 15  |

Легенда:

### Плеј-оф

#### Полуфинале
Први пар:
| 6. 6. 2017. 21:00 |                                                           | Црвена звезда МТС | 85 : 70                                               | Мега Лекс | Хала Пионир, Београд Гледаоци: 3.247 Судије: Илија Белошевић, Урош Обркнежевић, Иван Стефановић |  |
| 6. 6. 2017. 21:00 | Четвртине: 21:21, 25:12, 16:17, 23:20                     |                   |                                                       |           | Хала Пионир, Београд Гледаоци: 3.247 Судије: Илија Белошевић, Урош Обркнежевић, Иван Стефановић |  |
| 6. 6. 2017. 21:00 | Поени: Кузмић 20 Скокови: Дангубић 9 Асистенције: Јовић 5 |                   | Новак, Самарџиски 15 Самарџиски 8 Новак, Самарџиски 4 |           | Хала Пионир, Београд Гледаоци: 3.247 Судије: Илија Белошевић, Урош Обркнежевић, Иван Стефановић |  |

| 8. 6. 2017. 21:00 |                                                           | Мега Лекс | 75 : 84                                | Црвена звезда МТС | Пословно-спортски центар Пинки, Сремска Митровица Гледаоци: 1.800 Судије: Миливоје Јовчић, Драган Нешковић, Владимир Јевтовић |  |
| 8. 6. 2017. 21:00 | Четвртине: 26:28, 13:19, 27:20, 9:17                      |           |                                        |                   | Пословно-спортски центар Пинки, Сремска Митровица Гледаоци: 1.800 Судије: Миливоје Јовчић, Драган Нешковић, Владимир Јевтовић |  |
| 8. 6. 2017. 21:00 | Поени: Јарамаз 14 Скокови: Мушиди 6 Асистенције: Новак 11 |           | Томпсон 15 3 играча 6 Гудурић, Јовић 5 |                   | Пословно-спортски центар Пинки, Сремска Митровица Гледаоци: 1.800 Судије: Миливоје Јовчић, Драган Нешковић, Владимир Јевтовић |  |

#### Финале
| 12. 6. 2017. 21:00 |                                                             | Црвена звезда МТС | 94 : 66                         | ФМП | Хала Пионир, Београд Гледаоци: 4.500 Судије: Илија Белошевић, Миливоје Јовчић, Милија Војиновић |  |
| 12. 6. 2017. 21:00 | Четвртине: 23:11, 15:13, 34:15, 22:27                       |                   |                                 |     | Хала Пионир, Београд Гледаоци: 4.500 Судије: Илија Белошевић, Миливоје Јовчић, Милија Војиновић |  |
| 12. 6. 2017. 21:00 | Поени: Добрић 21 Скокови: Митровић 6 Асистенције: Џенкинс 6 |                   | Апић 13 Давидовац 6 Давидовац 6 |     | Хала Пионир, Београд Гледаоци: 4.500 Судије: Илија Белошевић, Миливоје Јовчић, Милија Војиновић |  |

| 14. 6. 2017. 18:30 |                                                            | ФМП | 76 : 91                         | Црвена звезда МТС | Дворана Железник, Београд Гледаоци: 1.500 Судије: Драган Нешковић, Александар Глишић, Марко Јурас |  |
| 14. 6. 2017. 18:30 | Четвртине: 18:30, 22:22, 14:19, 22:20                      |     |                                 |                   | Дворана Железник, Београд Гледаоци: 1.500 Судије: Драган Нешковић, Александар Глишић, Марко Јурас |  |
| 14. 6. 2017. 18:30 | Поени: Остин 25 Скокови: Давидовац 8 Асистенције: Човић 11 |     | Гудурић 19 Митровић 7 Џенкинс 5 |                   | Дворана Железник, Београд Гледаоци: 1.500 Судије: Драган Нешковић, Александар Глишић, Марко Јурас |  |

| 16. 6. 2017. 20:00 |                                                             | Црвена звезда МТС | 87 : 57                                 | ФМП | Хала Пионир, Београд Гледаоци: 7.103 Судије: Урош Обркнежевић, Урош Николић, Владимир Јевтовић |  |
| 16. 6. 2017. 20:00 | Четвртине: 30:9, 16:15, 29:18, 12:15                        |                   |                                         |     | Хала Пионир, Београд Гледаоци: 7.103 Судије: Урош Обркнежевић, Урош Николић, Владимир Јевтовић |  |
| 16. 6. 2017. 20:00 | Поени: Добрић 25 Скокови: Митровић 6 Асистенције: Џенкинс 8 |                   | Остин, Раданов 13 Давидовац 7 Љубичић 4 |     | Хала Пионир, Београд Гледаоци: 7.103 Судије: Урош Обркнежевић, Урош Николић, Владимир Јевтовић |  |

## Куп Радивоја Кораћа
Жреб парова четвртине финала Купа Радивоја Кораћа 2017. обављен је 31. јануара 2017. године у просторијама хотела „М“, у Београду. Домаћин завршног турнира био је Ниш у периоду од 16. до 19. фебруара 2017, а сви мечеви су одиграни у Спортском центру Чаир.

### Четвртфинале
| 16. 2. 2017. 19:30 | Извештај | Црвена звезда МТС                                                | 99 : 47 | Вршац                        | Спортски центар Чаир, Ниш Гледаоци: 4.000 Судије: Александар Глишић, Владимир Јевтовић, Радош Арсенијевић |  |
| 16. 2. 2017. 19:30 | Извештај | Четвртине: 30:7, 27:10, 24:15, 18:15                             |         |                              | Спортски центар Чаир, Ниш Гледаоци: 4.000 Судије: Александар Глишић, Владимир Јевтовић, Радош Арсенијевић |  |
| 16. 2. 2017. 19:30 | Извештај | Поени: Симоновић 19 Скокови: Митровић 10 Асистенције: Митровић 7 |         | Савовић 11 Јефтић 9 Јефтић 3 | Спортски центар Чаир, Ниш Гледаоци: 4.000 Судије: Александар Глишић, Владимир Јевтовић, Радош Арсенијевић |  |

### Полуфинале
| 18. 2. 2017. 17:00 | Извештај | ФМП                                                              | 60 : 76 | Црвена звезда МТС           | Спортски центар Чаир, Ниш Гледаоци: 4.500 Судије: Миливоје Јовчић, Милија Војиновић, Урош Обркнежевић |  |
| 18. 2. 2017. 17:00 | Извештај | Четвртине: 14:27, 18:21, 13:19, 15:9                             |         |                             | Спортски центар Чаир, Ниш Гледаоци: 4.500 Судије: Миливоје Јовчић, Милија Војиновић, Урош Обркнежевић |  |
| 18. 2. 2017. 17:00 | Извештај | Поени: Љубичић 18 Скокови: Болден 9 Асистенције: Болден, Човић 3 |         | Гудурић 21 Кузмић 5 Јовић 6 | Спортски центар Чаир, Ниш Гледаоци: 4.500 Судије: Миливоје Јовчић, Милија Војиновић, Урош Обркнежевић |  |

### Финале
| 19. 2. 2017. 21:00 | Извештај | Црвена звезда МТС                                                    | 74 : 64 | Партизан НИС                 | Спортски центар Чаир, Ниш Гледаоци: 5.000 Судије: Илија Белошевић, Миливоје Јовчић, Милија Војиновић |  |
| 19. 2. 2017. 21:00 | Извештај | Четвртине: 23:23, 13:11, 16:13, 22:17                                |         |                              | Спортски центар Чаир, Ниш Гледаоци: 5.000 Судије: Илија Белошевић, Миливоје Јовчић, Милија Војиновић |  |
| 19. 2. 2017. 21:00 | Извештај | Поени: Гудурић, Симоновић 18 Скокови: Томпсон 6 Асистенције: Јовић 7 |         | Врабац 12 Величковић 7 Пот 4 | Спортски центар Чаир, Ниш Гледаоци: 5.000 Судије: Илија Белошевић, Миливоје Јовчић, Милија Војиновић |  |

## Резултати по месецима

### Септембар
| Датум  | Место                 | Посета | Такмичење                | Противник           | Резултат | МВП           | Највише поена | Највише скокова | Највише асистенција |
| ------ | --------------------- | ------ | ------------------------ | ------------------- | -------- | ------------- | ------------- | --------------- | ------------------- |
| 30.09. | Београд (Хала Пионир) | 4.300  | Јадранска лига (1. коло) | МЗТ Скопље Аеродром | 91:69    | Митровић (23) | Гудурић (16)  | Митровић (7)    | Јовић (6)           |

### Октобар
| Датум  | Место                                     | Посета | Такмичење                | Противник              | Резултат | МВП            | Највише поена  | Највише скокова       | Највише асистенција        |
| ------ | ----------------------------------------- | ------ | ------------------------ | ---------------------- | -------- | -------------- | -------------- | --------------------- | -------------------------- |
| 03.10. | Београд (Хала Пионир)                     | 5.734  | Јадранска лига (2. коло) | Цедевита               | 88:64    | Џенкинс (16)   | Симоновић (16) | Дангубић, Кузмић (4)  | Јовић (16)                 |
| 06.10. | Задар (Дворана Крешимир Ћосић)            | 5.000  | Јадранска лига (3. коло) | Задар                  | 103:66   | Кузмић (20)    | Симоновић (15) | Кузмић (10)           | Гудурић, Јовић (5)         |
| 09.10. | Београд (Хала Пионир)                     | 4.347  | Јадранска лига (4. коло) | Мега Лекс              | 96:76    | Митровић (27)  | Митровић (19)  | Митровић (8)          | Јовић, Митровић, Ребић (5) |
| 13.10. | Београд (Хала Пионир)                     | 5.823  | Евролига (1. коло)       | Дарушафака Догуш       | 70:73    | Кузмић (24)    | Кузмић (16)    | Кузмић (9)            | Јовић (7)                  |
| 17.10. | Ново Место (Спортска дворана Леон Штукељ) | 1.000  | Јадранска лига (5. коло) | Крка                   | 67:56    | Јовић (19)     | Јовић (14)     | Гудурић, Митровић (5) | Јовић (7)                  |
| 21.10. | Истанбул (Абди Ипекчи арена)              | 4.430  | Евролига (2. коло)       | Галатасарај Одеабанк   | 85:83    | Симоновић (24) | Симоновић (23) | Кузмић (7)            | Јовић (9)                  |
| 23.10. | Београд (Хала Пионир)                     | 2.500  | Јадранска лига (6. коло) | Игокеа                 | 68:66    | Бјелица (24)   | Бјелица (15)   | Бјелица (10)          | Ребић (5)                  |
| 26.10. | Београд (Комбанк арена)                   | 18.150 | Евролига (3. коло)       | Барселона Ласа         | 76:65    | Гудурић (30)   | Гудурић (21)   | Кузмић, Симоновић (5) | Гудурић, Јовић (5)         |
| 28.10. | Атина (Олимпијска дворана Никос Галис)    | 9.300  | Евролига (4. коло)       | Панатинаикос Суперфудс | 59:70    | Кузмић (27)    | Кузмић (15)    | Кузмић (15)           | Волтерс (3)                |
| 31.10. | Бар (Спортска дворана Тополица)           | 3.800  | Јадранска лига (7. коло) | Морнар Бар             | 71:59    | Кузмић (16)    | Симоновић (14) | Кузмић (6)            | Јовић (4)                  |

### Новембар
| Датум  | Место                                      | Посета | Такмичење                 | Противник          | Резултат | МВП                   | Највише поена                | Највише скокова     | Највише асистенција |
| ------ | ------------------------------------------ | ------ | ------------------------- | ------------------ | -------- | --------------------- | ---------------------------- | ------------------- | ------------------- |
| 04.11. | Београд (Комбанк арена)                    | 16.578 | Евролига (5. коло)        | Саски Басконија    | 63:70    | Бјелица, Гудурић (14) | Гудурић (12)                 | Џенкинс (8)         | Гудурић (4)         |
| 07.11. | Београд (Хала Пионир)                      | 5.678  | Јадранска лига (8. коло)  | Партизан НИС       | 83:72    | Џенкинс (23)          | Џенкинс (19)                 | Митровић (10)       | Јовић (7)           |
| 10.11. | Казањ (Баскет хол арена)                   | 3.000  | Евролига (6. коло)        | УНИКС Казањ        | 62:65    | Кузмић (17)           | Волтерс (11)                 | Кузмић (9)          | Јовић (4)           |
| 13.11. | Загреб (Кошаркашки центар Дражен Петровић) | 3.500  | Јадранска лига (9. коло)  | Цибона             | 91:70    | Јовић (22)            | Бјелица, Волтерс, Јовић (14) | Митровић (9)        | Јовић (6)           |
| 15.11. | Бамберг (Брозе арена)                      | 6.249  | Евролига (7. коло)        | Брозе Бамберг      | 79:78    | Бјелица (22)          | Бјелица (18)                 | Кузмић (7)          | Јовић (5)           |
| 17.11. | Београд (Комбанк арена)                    | 14.359 | Евролига (8. коло)        | ЕА7 Емпорио Армани | 83:70    | Симоновић (22)        | Симоновић (23)               | Бјелица, Кузмић (7) | Волтерс (6)         |
| 21.11. | Београд (Хала Пионир)                      | 1.674  | Јадранска лига (10. коло) | Карпош Соколи      | 91:70    | Бјелица (27)          | Бјелица, Симоновић (21)      | Митровић (7)        | Јовић (5)           |
| 24.11. | Истанбул (Абди Ипекчи арена)               | 3.281  | Евролига (9. коло)        | Анадолу Ефес       | 79:100   | Џенкинс (21)          | Џенкинс (20)                 | Кузмић (6)          | Јовић (7)           |
| 28.11. | Љубљана (Арена Стожице)                    | 4.000  | Јадранска лига (11. коло) | Унион Олимпија     | 85:67    | Кузмић (30)           | Кузмић (20)                  | Кузмић (9)          | Јовић (6)           |

### Децембар
| Датум  | Место                               | Посета | Такмичење                 | Противник           | Резултат | МВП                   | Највише поена  | Највише скокова               | Највише асистенција |
| ------ | ----------------------------------- | ------ | ------------------------- | ------------------- | -------- | --------------------- | -------------- | ----------------------------- | ------------------- |
| 02.12. | Београд (Хала Пионир)               | 6.453  | Евролига (10. коло)       | Жалгирис            | 79:88    | Бјелица, Волтерс (23) | Бјелица (19)   | Бјелица (5)                   | Волтерс, Јовић (5)  |
| 05.12. | Београд (Хала Пионир)               | 1.562  | Јадранска лига (12. коло) | ФМП                 | 93:62    | Дангубић (24)         | Џенкинс (16)   | Волтерс, Дангубић, Кузмић (6) | Волтерс (6)         |
| 08.12. | Истанбул (Спортска арена Улкер)     | 9.017  | Евролига (11. коло)       | Фенербахче          | 72:87    | Симоновић (17)        | Симоновић (14) | Кузмић (10)                   | Јовић (7)           |
| 11.12. | Подгорица (Спортски центар Морача)  | 5.000  | Јадранска лига (13. коло) | Будућност ВОЛИ      | 77:54    | Џенкинс (29)          | Кузмић (13)    | Дангубић, Јовић (6)           | Јовић (8)           |
| 15.12. | Београд (Хала Пионир)               | 6.489  | Евролига (12. коло)       | Макаби ФОКС         | 83:58    | Симоновић (22)        | Симоновић (14) | Бјелица (6)                   | Јовић (9)           |
| 17.12. | Скопље (СЦ Јане Сандански)          | 3.350  | Јадранска лига (14. коло) | МЗТ Скопље Аеродром | 93:73    | Јовић (22)            | Дангубић (16)  | Кузмић (6)                    | Јовић (10)          |
| 20.12. | Атина (Дворана мира и пријатељства) | 7.500  | Евролига (13. коло)       | Олимпијакос         | 65:73    | Кузмић (18)           | Јовић (16)     | Кузмић (14)                   | Џенкинс (5)         |
| 22.12. | Београд (Хала Пионир)               | 6.498  | Евролига (14. коло)       | Реал Мадрид         | 82:70    | Симоновић (22)        | Симоновић (20) | Кузмић (8)                    | Јовић (6)           |
| 25.12. | Загреб (Дом спортова)               | 2.800  | Јадранска лига (15. коло) | Цедевита            | 95:91    | Симоновић (30)        | Симоновић (27) | Кузмић (10)                   | Јовић (7)           |
| 29.12. | Београд (Комбанк арена)             | 18.487 | Евролига (15. коло)       | ЦСКА Москва         | 78:67    | Кузмић (31)           | Кузмић (16)    | Кузмић (10)                   | Џенкинс (6)         |

### Јануар
| Датум  | Место                              | Посета | Такмичење                 | Противник              | Резултат | МВП                | Највише поена  | Највише скокова | Највише асистенција |
| ------ | ---------------------------------- | ------ | ------------------------- | ---------------------- | -------- | ------------------ | -------------- | --------------- | ------------------- |
| 02.01. | Београд (Хала Пионир)              | 8.450  | Јадранска лига (16. коло) | Задар                  | 113:65   | Митровић (32)      | Волтерс (17)   | Митровић (10)   | Бјелица (8)         |
| 06.01. | Каунас (Жалгирис арена)            | 10.433 | Евролига (16. коло)       | Жалгирис               | 77:61    | Лазић (20)         | Симоновић (16) | Дангубић (6)    | Бјелица (8)         |
| 09.01. | Сремска Митровица (ПСЦ Пинки)      | 2.300  | Јадранска лига (17. коло) | Мега Лекс              | 81:69    | Јовић, Кузмић (16) | Кузмић (16)    | Кузмић (9)      | Јовић (11)          |
| 12.01. | Београд (Хала Пионир)              | 7.648  | Евролига (17. коло)       | Фенербахче             | 75:73    | Кузмић (28)        | Кузмић (21)    | Кузмић (8)      | Јовић (7)           |
| 15.01. | Београд (Хала Пионир)              | 3.947  | Јадранска лига (18. коло) | Крка                   | 79:62    | Дангубић (21)      | Дангубић (13)  | Дангубић (8)    | Волтерс (6)         |
| 19.01. | Тел Авив (Мивташим арена)          | 11.060 | Евролига (18. коло)       | Макаби ФОКС            | 71:67    | Кузмић (17)        | Јовић (14)     | Кузмић (9)      | Јовић (7)           |
| 21.01. | Лакташи (Спортска дворана Лакташи) | 3.000  | Јадранска лига (19. коло) | Игокеа                 | 77:68    | Симоновић (28)     | Симоновић (22) | Кузмић (6)      | Јовић (8)           |
| 24.01. | Виторија (Фернандо Буеса арена)    | 9.542  | Евролига (19. коло)       | Саски Басконија        | 87:69    | Јовић (29)         | Симоновић (23) | Кузмић (6)      | Јовић (12)          |
| 26.01. | Београд (Хала Пионир)              | 6.387  | Евролига (20. коло)       | Панатинаикос Суперфудс | 72:66    | Кузмић (24)        | Симоновић (13) | Кузмић (14)     | Јовић (8)           |
| 30.01. | Београд (Хала Пионир)              | 3.687  | Јадранска лига (20. коло) | Морнар Бар             | 82:71    | Џенкинс (22)       | Симоновић (15) | Митровић (13)   | Џенкинс (7)         |

### Фебруар
| Датум  | Место                        | Посета | Такмичење                          | Противник            | Резултат | МВП                    | Највише поена           | Највише скокова     | Највише асистенција |
| ------ | ---------------------------- | ------ | ---------------------------------- | -------------------- | -------- | ---------------------- | ----------------------- | ------------------- | ------------------- |
| 03.02. | Београд (Хала Пионир)        | 6.320  | Евролига (21. коло)                | Анадолу Ефес         | 72:86    | Симоновић (17)         | Симоновић (17)          | Кузмић (6)          | Џенкинс (7)         |
| 05.02. | Београд (Хала Пионир)        | 6.500  | Јадранска лига (21. коло)          | Партизан НИС         | 81:86    | Гудурић, Митровић (17) | Митровић (14)           | Митровић (11)       | Јовић, Џенкинс (5)  |
| 09.02. | Москва (Мегаспорт арена)     | 9.042  | Евролига (22. коло)                | ЦСКА Москва          | 80:102   | Митровић (26)          | Митровић (16)           | Бјелица, Добрић (3) | Митровић (9)        |
| 12.02. | Београд (Хала Пионир)        | 3.987  | Јадранска лига (22. коло)          | Цибона               | 69:56    | Волтерс, Кузмић (19)   | Митровић (12)           | Кузмић (10)         | Митровић (6)        |
| 14.02. | Скопље (СЦ Борис Трајковски) | 2.100  | Јадранска лига (23. коло)          | Карпош Соколи        | 98:61    | Јовић, Симоновић (21)  | Митровић (15)           | Гудурић (5)         | Гудурић (7)         |
| 16.02. | Ниш (Спортски центар Чаир)   | 4.000  | Куп Радивоја Кораћа (четвртфинале) | Вршац                | 99:47    | Митровић (27)          | Симоновић (19)          | Митровић (10)       | Митровић (7)        |
| 18.02. | Ниш (Спортски центар Чаир)   | 4.500  | Куп Радивоја Кораћа (полуфинале)   | ФМП                  | 76:60    | Гудурић (19)           | Гудурић (21)            | Кузмић (5)          | Јовић (6)           |
| 19.02. | Ниш (Спортски центар Чаир)   | 5.000  | Куп Радивоја Кораћа (финале)       | Партизан НИС         | 74:64    | Гудурић (22)           | Гудурић, Симоновић (18) | Томпсон (6)         | Јовић (7)           |
| 23.02. | Београд (Хала Пионир)        | 6.016  | Евролига (23. коло)                | Галатасарај Одеабанк | 77:58    | Кузмић, Лазић (23)     | Лазић (17)              | Кузмић (8)          | Јовић (8)           |
| 27.02. | Београд (Хала Пионир)        | 3.135  | Јадранска лига (24. коло)          | Унион Олимпија       | 88:67    | Волтерс (21)           | Ракићевић (14)          | Кузмић (6)          | Волтерс (8)         |

### Март
| Датум  | Место                                     | Посета | Такмичење                             | Противник          | Резултат | МВП                    | Највише поена                  | Највише скокова     | Највише асистенција            |
| ------ | ----------------------------------------- | ------ | ------------------------------------- | ------------------ | -------- | ---------------------- | ------------------------------ | ------------------- | ------------------------------ |
| 02.03. | Београд (Хала Пионир)                     | 5.783  | Евролига (24. коло)                   | Брозе Бамберг      | 74:60    | Симоновић (20)         | Џенкинс (18)                   | Симоновић (9)       | Гудурић, Џенкинс (4)           |
| 05.03. | Београд (Дворана Железник)                | 900    | Јадранска лига (25. коло)             | ФМП                | 84:76    | Волтерс, Митровић (20) | Бјелица (17)                   | Митровић (8)        | Волтерс, Митровић, Џенкинс (6) |
| 10.03. | Мадрид (Палата спортова Покрајине Мадрид) | 10.247 | Евролига (25. коло)                   | Реал Мадрид        | 68:98    | Симоновић (16)         | Симоновић (13)                 | Бјелица (8)         | Џенкинс (5)                    |
| 13.03. | Београд (Хала Пионир)                     | 3.679  | Јадранска лига (26. коло)             | Будућност ВОЛИ     | 82:66    | Џенкинс (28)           | Џенкинс (21)                   | Кузмић (8)          | Митровић (7)                   |
| 16.03. | Милано (Медиоланум форум)                 | 11.289 | Евролига (26. коло)                   | ЕА7 Емпорио Армани | 78:71    | Кузмић (24)            | Кузмић (15)                    | Кузмић (7)          | Гудурић (5)                    |
| 19.03. | Београд (Хала Пионир)                     | 5.978  | Јадранска лига (Плеј-оф полуфинале 1) | Будућност ВОЛИ     | 82:67    | Кузмић, Симоновић (21) | Гудурић, Симоновић (18)        | Дангубић (5)        | Џенкинс (6)                    |
| 22.03. | Београд (Комбанк арена)                   | 18.170 | Евролига (27. коло)                   | Олимпијакос        | 64:66    | Џенкинс (16)           | Гудурић (14)                   | Кузмић (8)          | Гудурић (3)                    |
| 24.03. | Барселона (Дворана Блауграна)             | 3.629  | Евролига (28. коло)                   | Барселона Ласа     | 54:67    | Симоновић (14)         | Волтерс, Митровић, Џенкинс (8) | Симоновић (8)       | Симоновић (3)                  |
| 28.03. | Подгорица (Спортски центар Морача)        | 4.500  | Јадранска лига (Плеј-оф полуфинале 2) | Будућност ВОЛИ     | 57:63    | Гудурић (17)           | Гудурић (17)                   | Дангубић, Лазић (5) | Гудурић (2)                    |
| 31.03. | Београд (Комбанк арена)                   | 9.332  | Евролига (29. коло)                   | УНИКС Казањ        | 83:65    | Бјелица (22)           | Гудурић (19)                   | Митровић (5)        | Волтерс (6)                    |

### Април
| Датум  | Место                       | Посета | Такмичење                             | Противник        | Резултат | МВП           | Највише поена | Највише скокова     | Највише асистенција                      |
| ------ | --------------------------- | ------ | ------------------------------------- | ---------------- | -------- | ------------- | ------------- | ------------------- | ---------------------------------------- |
| 04.04. | Београд (Дворана Железник)  | 3.209  | Јадранска лига (Плеј-оф полуфинале 3) | Будућност ВОЛИ   | 82:59    | Џенкинс (24)  | Џенкинс (17)  | Митровић (12)       | Џенкинс (6)                              |
| 07.04. | Истанбул (Фолксваген арена) | 4.982  | Евролига (30. коло)                   | Дарушафака Догуш | 62:78    | Кузмић (12)   | Кузмић (14)   | Кузмић (6)          | Гудурић (3)                              |
| 10.04. | Београд (Хала Пионир)       | 5.989  | Јадранска лига (Плеј-оф финале 1)     | Цедевита         | 81:66    | Џенкинс (24)  | Џенкинс (20)  | Волтерс, Кузмић (5) | Волтерс (6)                              |
| 11.04. | Београд (Хала Пионир)       | 5.896  | Јадранска лига (Плеј-оф финале 2)     | Цедевита         | 84:73    | Џенкинс (23)  | Џенкинс (16)  | Лазић (8)           | Волтерс (5)                              |
| 13.04. | Загреб (Дом спортова)       | 3.000  | Јадранска лига (Плеј-оф финале 3)     | Цедевита         | 77:61    | Томпсон (24)  | Томпсон (14)  | Митровић (6)        | Џенкинс (8)                              |
| 21.04. | Суботица (Хала спортова)    | 1.000  | Суперлига Србије (1. коло)            | Спартак Суботица | 89:54    | Бјелица (21)  | Бјелица (21)  | Дангубић (6)        | Волтерс (4)                              |
| 25.04. | Београд (Хала Пионир)       | 5.247  | Суперлига Србије (2. коло)            | Партизан НИС     | 85:74    | Митровић (24) | Митровић (17) | Волтерс (5)         | Џенкинс (9)                              |
| 29.04. | Београд (Дворана Железник)  | 500    | Суперлига Србије (3. коло)            | ФМП              | 91:64    | Лазић (22)    | Лазић (19)    | Томпсон (10)        | Волтерс, Гудурић, Ракићевић, Џенкинс (4) |

### Мај
| Датум  | Место                          | Посета | Такмичење                   | Противник        | Резултат | МВП                     | Највише поена      | Највише скокова       | Највише асистенција          |
| ------ | ------------------------------ | ------ | --------------------------- | ---------------- | -------- | ----------------------- | ------------------ | --------------------- | ---------------------------- |
| 02.05. | Београд (Хала Пионир)          | 1.087  | Суперлига Србије (4. коло)  | Мега Лекс        | 89:85    | Бјелица (23)            | Дангубић (16)      | Волтерс, Кузмић (5)   | Гудурић (5)                  |
| 06.05. | Вршац (Центар Миленијум)       | 3.000  | Суперлига Србије (5. коло)  | Вршац            | 94:76    | Добрић (28)             | Добрић (26)        | Митровић (9)          | Џенкинс (6)                  |
| 09.05. | Чачак (Хала Борца крај Мораве) | 3.000  | Суперлига Србије (6. коло)  | Борац Чачак      | 85:65    | Добрић (28)             | Добрић (20)        | Добрић (8)            | Јовић (6)                    |
| 12.05. | Београд (Хала Пионир)          | 897    | Суперлига Србије (7. коло)  | Динамик          | 87:68    | Џенкинс (21)            | Џенкинс (18)       | Томпсон (7)           | Јовић (7)                    |
| 15.05. | Београд (Хала Пионир)          | 800    | Суперлига Србије (8. коло)  | Спартак Суботица | 89:60    | Добрић (22)             | Волтерс (15)       | Добрић (8)            | Јовић (7)                    |
| 18.05. | Београд (Хала Пионир)          | 5.000  | Суперлига Србије (9. коло)  | Партизан НИС     | 77:78    | Гудурић, Симоновић (19) | Симоновић (20)     | Кузмић, Митровић (7)  | Јовић (5)                    |
| 22.05. | Београд (Хала Пионир)          | 750    | Суперлига Србије (10. коло) | ФМП              | 77:69    | Дангубић, Кузмић (17)   | Кузмић (16)        | Дангубић (8)          | Митровић (7)                 |
| 25.05. | Сремска Митровица (ПСЦ Пинки)  | 2.000  | Суперлига Србије (11. коло) | Мега Лекс        | 73:67    | Јовић (20)              | Јовић (20)         | Кузмић (7)            | Јовић (8)                    |
| 28.05. | Београд (Хала Пионир)          | 500    | Суперлига Србије (12. коло) | Вршац            | 80:55    | Митровић (23)           | Митровић (11)      | Јовић, Кузмић (6)     | Митровић (4)                 |
| 31.05. | Београд (Хала Пионир)          | 700    | Суперлига Србије (13. коло) | Борац Чачак      | 111:56   | Лазић (21)              | Добрић, Лазић (19) | Бјелица, Митровић (5) | Гудурић, Јовић, Митровић (7) |

### Јун
| Датум  | Место                         | Посета | Такмичење                               | Противник | Резултат | МВП           | Највише поена | Највише скокова                 | Највише асистенција |
| ------ | ----------------------------- | ------ | --------------------------------------- | --------- | -------- | ------------- | ------------- | ------------------------------- | ------------------- |
| 03.06. | Београд (Динамик арена)       | 500    | Суперлига Србије (14. коло)             | Динамик   | 85:69    | Кузмић (17)   | Лазић (16)    | Јовић (7)                       | Јовић (8)           |
| 06.06. | Београд (Хала Пионир)         | 3.247  | Суперлига Србије (Плеј-оф полуфинале 1) | Мега Лекс | 85:70    | Кузмић (21)   | Кузмић (20)   | Дангубић (9)                    | Јовић (5)           |
| 08.06. | Сремска Митровица (ПСЦ Пинки) | 1.800  | Суперлига Србије (Плеј-оф полуфинале 2) | Мега Лекс | 84:75    | Томпсон (21)  | Томпсон (15)  | Дангубић, Митровић, Томпсон (6) | Гудурић, Јовић (5)  |
| 12.06. | Београд (Хала Пионир)         | 4.500  | Суперлига Србије (Плеј-оф финале 1)     | ФМП       | 94:66    | Добрић (22)   | Добрић (21)   | Митровић (6)                    | Џенкинс (6)         |
| 14.06. | Београд (Дворана Железник)    | 1.500  | Суперлига Србије (Плеј-оф финале 2)     | ФМП       | 91:76    | Митровић (22) | Гудурић (19)  | Митровић (7)                    | Џенкинс (5)         |
| 16.06. | Београд (Хала Пионир)         | 7.103  | Суперлига Србије (Плеј-оф финале 3)     | ФМП       | 87:57    | Добрић (28)   | Добрић (25)   | Митровић (6)                    | Џенкинс (8)         |

## Појединачне награде
- Најкориснији играч месеца Евролиге:
  -  Огњен Кузмић (јануар 2017)
- Идеална стартна петорка Јадранске лиге 2016/17:
  -  Стефан Јовић
  -  Марко Симоновић
  -  Чарлс Џенкинс
- Најкориснији играч финала Јадранске лиге 2016/17:
  -  Чарлс Џенкинс
- Најкориснији играч кола Јадранске лиге:
  -  Огњен Кузмић (11. коло, индекс 30)
  -  Марко Симоновић (15. коло, индекс 30)
  -  Лука Митровић (16. коло, индекс 32)
  -  Огњен Кузмић (1. коло полуфинала плеј-офа, индекс 21)
  -  Чарлс Џенкинс (3. коло полуфинала плеј-офа, индекс 24)
  -  Чарлс Џенкинс (1. коло финала плеј-офа, индекс 24)
  -  Чарлс Џенкинс (2. коло финала плеј-офа, индекс 23)
  -  Дион Томпсон (3. коло финала плеј-офа, индекс 24)
- Најкориснији играч финала Суперлиге Србије 2016/17:
  -  Огњен Добрић
- Најкориснији играч кола Суперлиге Србије 2016/17:
  -  Огњен Добрић (8. коло, индекс 22)
- Најкориснији играч финала Купа Радивоја Кораћа:
  -  Марко Гудурић
- Најбољи стрелац финала Купа Радивоја Кораћа:
  -  Марко Симоновић

## Појединачне статистике

### Евролига
Извор
| #  | Играч           | Утак. | Мин.    | Пое. | За 2 поена | За 3 поена | Сл. бацања | Ск. у нап. | Ск. у одб. | Асис. | Укр. | Изг. | Блок. | Блок. прим. | Нач. ЛГ | Изн. ЛГ | Инд. |
| -- | --------------- | ----- | ------- | ---- | ---------- | ---------- | ---------- | ---------- | ---------- | ----- | ---- | ---- | ----- | ----------- | ------- | ------- | ---- |
| 0  | Нејт Волтерс    | 27    | 407:12  | 192  | 55 / 120   | 19 / 50    | 25 / 32    | 7          | 50         | 59    | 18   | 33   | 1     | 6           | 43      | 42      | 184  |
| 2  | Дион Томпсон    | 13    | 136:09  | 56   | 23 / 41    | 0 / 0      | 10 / 20    | 8          | 11         | 6     | 4    | 3    | 4     | 2           | 15      | 16      | 57   |
| 4  | Никола Ребић    | 2     | 14:50   | 2    | 1 / 4      | 0 / 0      | 0 / 0      | 0          | 1          | 2     | 0    | 1    | 0     | 0           | 2       | 4       | 3    |
| 6  | Немања Дангубић | 24    | 464:02  | 126  | 31 / 69    | 16 / 54    | 16 / 19    | 9          | 38         | 16    | 15   | 27   | 3     | 11          | 60      | 30      | 60   |
| 9  | Лука Митровић   | 28    | 439:44  | 116  | 46 / 91    | 3 / 18     | 15 / 28    | 23         | 42         | 38    | 13   | 35   | 3     | 8           | 31      | 33      | 121  |
| 10 | Бранко Лазић    | 30    | 708:57  | 131  | 28 / 48    | 21 / 57    | 12 / 21    | 21         | 44         | 10    | 42   | 14   | 3     | 3           | 94      | 45      | 120  |
| 12 | Бориша Симанић  | 3     | 16:50   | 2    | 1 / 3      | 0 / 2      | 0 / 0      | 1          | 2          | 1     | 0    | 0    | 0     | 2           | 3       | 0       | -3   |
| 13 | Огњен Добрић    | 13    | 68:30   | 21   | 7 / 10     | 2 / 12     | 1 / 3      | 1          | 5          | 2     | 4    | 5    | 0     | 0           | 7       | 2       | 8    |
| 19 | Марко Симоновић | 30    | 801:42  | 378  | 73 / 133   | 57 / 146   | 61 / 74    | 22         | 85         | 21    | 24   | 24   | 4     | 15          | 48      | 66      | 351  |
| 22 | Чарлс Џенкинс   | 30    | 782:50  | 282  | 75 / 166   | 31 / 73    | 39 / 46    | 11         | 47         | 80    | 62   | 33   | 3     | 19          | 69      | 60      | 284  |
| 23 | Марко Гудурић   | 29    | 545:06  | 225  | 40 / 82    | 28 / 92    | 61 / 71    | 16         | 46         | 62    | 16   | 54   | 2     | 9           | 76      | 75      | 187  |
| 24 | Стефан Јовић    | 23    | 549:26  | 173  | 53 / 107   | 16 / 55    | 19 / 31    | 8          | 40         | 129   | 29   | 48   | 0     | 3           | 52      | 43      | 214  |
| 32 | Огњен Кузмић    | 30    | 620:55  | 282  | 112 / 204  | 0 / 0      | 58 / 82    | 80         | 129        | 30    | 30   | 46   | 18    | 13          | 56      | 79      | 417  |
| 51 | Милко Бјелица   | 30    | 468:47  | 223  | 64 / 138   | 11 / 57    | 62 / 78    | 22         | 67         | 34    | 14   | 27   | 8     | 14          | 51      | 85      | 225  |
|    | Укупно          |       | 6025:00 | 2209 | 609 / 1216 | 204 / 616  | 379 / 505  | 277        | 664        | 490   | 271  | 361  | 49    | 105         | 607     | 580     | 2322 |

### Јадранска лига
Извор
| #  | Играч           | Утак. | Мин. | Пое. | За 2 поена | За 3 поена | Сл. бацања | Ск. у нап. | Ск. у одб. | Асис. | Укр. | Изг. | Блок. | Блок. прим. | Нач. ЛГ | Изн. ЛГ | Инд. |
| -- | --------------- | ----- | ---- | ---- | ---------- | ---------- | ---------- | ---------- | ---------- | ----- | ---- | ---- | ----- | ----------- | ------- | ------- | ---- |
| 0  | Нејт Волтерс    | 25    | 475  | 229  | 71 / 131   | 13 / 50    | 48 / 61    | 9          | 66         | 82    | 19   | 30   | 4     | 6           | 41      | 76      | 298  |
| 2  | Дион Томпсон    | 14    | 171  | 72   | 30 / 53    | 0 / 0      | 12 / 17    | 11         | 28         | 8     | 5    | 8    | 4     | 5           | 31      | 15      | 71   |
| 4  | Никола Ребић    | 6     | 90   | 27   | 3 / 5      | 5 / 13     | 6 / 9      | 1          | 4          | 17    | 5    | 6    | 0     | 0           | 7       | 11      | 39   |
| 6  | Немања Дангубић | 25    | 515  | 194  | 44 / 89    | 24 / 74    | 34 / 50    | 12         | 57         | 40    | 21   | 30   | 3     | 9           | 54      | 49      | 172  |
| 9  | Лука Митровић   | 30    | 587  | 214  | 67 / 126   | 15 / 43    | 35 / 51    | 34         | 128        | 71    | 16   | 41   | 12    | 5           | 58      | 53      | 321  |
| 10 | Бранко Лазић    | 32    | 700  | 183  | 26 / 54    | 29 / 80    | 44 / 51    | 25         | 50         | 37    | 43   | 19   | 6     | 3           | 87      | 62      | 211  |
| 12 | Бориша Симанић  | 12    | 83   | 35   | 7 / 11     | 7 / 17     | 0 / 0      | 2          | 13         | 5     | 2    | 5    | 4     | 0           | 18      | 1       | 25   |
| 13 | Огњен Добрић    | 29    | 209  | 73   | 23 / 41    | 7 / 24     | 6 / 8      | 5          | 11         | 14    | 5    | 16   | 3     | 3           | 17      | 11      | 49   |
| 19 | Марко Симоновић | 32    | 685  | 327  | 41 / 62    | 62 / 163   | 59 / 79    | 7          | 66         | 31    | 31   | 17   | 9     | 4           | 62      | 62      | 308  |
| 20 | Петар Ракићевић | 8     | 63   | 22   | 6 / 11     | 2 / 3      | 4 / 6      | 1          | 10         | 9     | 5    | 7    | 1     | 0           | 9       | 5       | 29   |
| 22 | Чарлс Џенкинс   | 32    | 721  | 313  | 64 / 140   | 45 / 89    | 50 / 59    | 3          | 60         | 99    | 43   | 34   | 8     | 9           | 72      | 58      | 340  |
| 23 | Марко Гудурић   | 30    | 562  | 270  | 52 / 81    | 39 / 98    | 49 / 58    | 18         | 61         | 73    | 30   | 55   | 3     | 5           | 61      | 62      | 299  |
| 24 | Стефан Јовић    | 23    | 465  | 158  | 50 / 85    | 13 / 37    | 19 / 32    | 9          | 54         | 136   | 26   | 34   | 7     | 8           | 37      | 51      | 290  |
| 32 | Огњен Кузмић    | 30    | 590  | 290  | 116 / 175  | 0 / 0      | 58 / 83    | 41         | 124        | 24    | 29   | 34   | 7     | 3           | 57      | 77      | 414  |
| 51 | Милко Бјелица   | 31    | 509  | 282  | 78 / 135   | 20 / 66    | 66 / 86    | 41         | 55         | 33    | 17   | 41   | 13    | 12          | 61      | 79      | 283  |
|    | Укупно          |       |      | 2689 | 678 / 1199 | 281 / 757  | 490 / 650  | 219        | 787        | 679   | 297  | 377  | 84    | 72          | 672     | 672     | 3149 |

### Суперлига Србије
Извор
| #  | Играч           | Утак. | Мин. | Пое. | За 2 поена | За 3 поена | Сл. бацања | Ск. у нап. | Ск. у одб. | Асис. | Укр. | Изг. | Блок. | Блок. прим. | Нач. ЛГ | Изн. ЛГ | Инд. |
| -- | --------------- | ----- | ---- | ---- | ---------- | ---------- | ---------- | ---------- | ---------- | ----- | ---- | ---- | ----- | ----------- | ------- | ------- | ---- |
| 0  | Нејт Волтерс    | 13    | 232  | 108  | 29 / 52    | 11 / 29    | 17 / 20    | 7          | 23         | 35    | 12   | 15   | 1     | 2           | 19      | 34      | 140  |
| 2  | Дион Томпсон    | 17    | 227  | 94   | 39 / 65    | 0 / 0      | 16 / 25    | 17         | 34         | 12    | 9    | 11   | 10    | 3           | 18      | 19      | 128  |
| 6  | Немања Дангубић | 19    | 426  | 150  | 27 / 52    | 18 / 57    | 42 / 49    | 15         | 57         | 42    | 11   | 28   | 0     | 2           | 34      | 44      | 184  |
| 9  | Лука Митровић   | 19    | 368  | 130  | 47 / 77    | 5 / 10     | 21 / 33    | 24         | 67         | 45    | 15   | 23   | 9     | 5           | 40      | 39      | 214  |
| 10 | Бранко Лазић    | 13    | 293  | 106  | 15 / 28    | 17 / 41    | 25 / 30    | 4          | 27         | 18    | 13   | 9    | 1     | 3           | 32      | 30      | 113  |
| 12 | Бориша Симанић  | 9     | 73   | 36   | 11 / 12    | 4 / 10     | 2 / 3      | 1          | 7          | 7     | 2    | 5    | 2     | 0           | 7       | 3       | 38   |
| 13 | Огњен Добрић    | 19    | 290  | 180  | 36 / 51    | 31 / 56    | 15 / 17    | 4          | 40         | 22    | 14   | 10   | 5     | 1           | 29      | 27      | 210  |
| 19 | Марко Симоновић | 16    | 276  | 146  | 9 / 20     | 33 / 81    | 29 / 38    | 3          | 31         | 19    | 10   | 13   | 2     | 1           | 18      | 27      | 138  |
| 20 | Петар Ракићевић | 8     | 66   | 5    | 1 / 6      | 1 / 6      | 0 / 0      | 1          | 5          | 10    | 0    | 9    | 0     | 0           | 11      | 2       | -7   |
| 22 | Чарлс Џенкинс   | 18    | 382  | 145  | 38 / 83    | 18 / 43    | 15 / 21    | 1          | 31         | 58    | 33   | 17   | 1     | 3           | 37      | 23      | 159  |
| 23 | Марко Гудурић   | 19    | 395  | 154  | 30 / 49    | 23 / 57    | 25 / 29    | 12         | 35         | 54    | 18   | 28   | 1     | 1           | 41      | 42      | 189  |
| 24 | Стефан Јовић    | 13    | 249  | 86   | 32 / 49    | 6 / 26     | 4 / 10     | 7          | 40         | 72    | 20   | 29   | 6     | 2           | 22      | 20      | 155  |
| 32 | Огњен Кузмић    | 18    | 272  | 164  | 65 / 96    | 0 / 0      | 34 / 50    | 31         | 48         | 13    | 11   | 15   | 7     | 5           | 26      | 40      | 221  |
| 51 | Милко Бјелица   | 18    | 251  | 149  | 35 / 62    | 11 / 26    | 46 / 56    | 11         | 33         | 18    | 7    | 21   | 4     | 2           | 36      | 45      | 156  |
|    | Укупно          |       |      | 1653 | 414 / 702  | 178 / 442  | 291 / 381  | 138        | 478        | 425   | 175  | 233  | 49    | 30          | 370     | 395     | 2038 |

## Галерија
- Нејт Волтерс
- Огњен Кузмић
- Огњен Добрић
- После победе у полуфиналу АБА
- Млађе категорије и мушке и женске са трофејима